# Skullmonkeys
Skullmonkeys fue la secuela de The Neverhood, creada por Doug TenNapel y publicada en 1998. En vez de ser un juego de aventuras para PC como su predecesor, fue un juego de plataformas para PlayStation. El lugar donde se desarrolla el juego aparece descrito en The Neverhood Hall of Records en  The Neverhood por uno de los seres divinos (como Hoborg) creados por Quater. La fama de la saga, especialmente de su predecesor, ha hecho perdurar su disponibilidad en tiendas de ordenadores. Aún en el año 2012, existen cientos de sitios webs disponibles de fanes de ambas sagas.